# Скоростной подъём (велодисциплина)
Скоростной подъём (апхилл, от англ. uphill) — разновидность велосипедного спорта, заключающаяся в скоростном подъеме на холмы. Является дисциплиной, противоположной даунхиллу.
Задача — показать лучшее время прохождения трассы или, если участник не в состоянии преодолеть ее полностью — максимальную дистанцию, пройденную по трассе.
Трасса может проходить как по асфальту, так и по пересеченной местности.